# Aristolochia rechingeriana
Aristolochia rechingeriana là một loài thực vật có hoa trong họ Aristolochiaceae. Loài này được Kit Tan & Sorger mô tả khoa học đầu tiên năm 1987.